# コンクリート工
コンクリート工（コンクリートこう）とは、建設施工のうちコンクリートに関する製造および施工過程のことである。

## 概要

コンクリートの品質に影響を与える要因

コンクリートは、今日の建設工事において重要な建設材料の1つであり、その設計や製造、施工やその後のメンテナンスによって品質が大きく変化する材料である。。
コンクリートの理想の状態は岩であると言われ、粒度分布の良い骨材の隙間を余すことなくセメントペーストが埋めて骨材を強固に結合した形がもっともよい状態とされる。このような状態のコンクリートを実現するため、例えば、土木学会のコンクリート標準示方書では、以下のような性質を求めている。
- 均質性
- ワーカビリティー（充填性・ポンプ圧送性・凝結特性）
- 強度
- 耐久性（コンクリートの耐久性・鋼材を保護する性能）
- 水密性
- ひび割れ抵抗性

このような性質を目的に応じた必要な強度・耐久性・経済性を兼ね備えたコンクリートは、以下に述べる各過程が適切にクリアされることで初めて実現するものである。

## 製造

### 現場練り
コンクリートは、概要に示されているような目的を達するため示方配合によって水、セメント、骨材、混和材料の使用量を設計する。
しかし、実際の現場では細・粗骨材の混在や骨材の含水率にばらつきがあるため、コンクリートを現場で製造する場合にはその配合を修正しなければならない。
これを現場配合という。
現場配合で配合を修正したのち、その配合設計に基づいて各材料を正確に計量する。
安定した高品質なコンクリートを製造するためにはこの計量の精度が大きく関わってくるため、各材料はそれぞれ質量誤差が1-3[%]になるようにコンクリート標準示方書で規定されている。
この計量は、通常バッチ(batch)と呼ばれる1練りの単位で行われ、その量は実際に打設する量や練混ぜ機の性能によって決定される。
計量された各材料は、練混ぜによって均等質にする。
練混ぜは通常ミキサー(mixer)と呼ばれる機械を用いて行われ、以下のようなものがある。
- バッチミキサー(batch mixer)
  - 重力式
    - 傾胴型

  - 強制練り式
    - パン型
    - 水平一軸型
    - 水平二軸型
- 連続ミキサー(continuous mixer)

バッチミキサーは、先に述べたバッチ1つの単位で練混ぜを行うもので、以前はコスト面に優れた重力式ミキサーが使われることが多かったが、最近は混合性能の優れた強制練り式、特に水平二軸型ミキサーが使われることも多い。
また、連続ミキサーはバッチごとに練混ぜるのではなく、時間連続的に材料を供給しつつ練混ぜを行っていくものであるが、本格的な練混ぜを行う前に実際の材料を用いて試験練りを行って品質などを検査しなければならない。
いずれのミキサーを使うにしても、その練混ぜ時間などは各ミキサーによって異なるため、試験練りによってそれらを決定する必要がある。

### レディーミクスト
レディーミクストコンクリート(ready mixed concrete)とは、生コンクリートとも呼ばれ、工場で製造を行いアジテータ車などで現場に運搬して使用するものである。
現在のコンクリート構造物は、ダムなど大量のコンクリートを必要とする場合を除き、ほとんどがこのレディーミクストコンクリートを用いて建設される。
レディーミクストコンクリートは、コンクリートの種類、粗骨材の最大寸法、スランプ、呼び強度などを指定して発注し、受け入れ時には圧縮強度、スランプ量、空気量、温度や塩化物量に対して試験を行い検査してから使用する。
日本においては、レディーミクストコンクリートの品質等はJIS A 5308 (レディーミクストコンクリート)によって規定されている。注文先の工場の選定時にはこのJIS認証を受けているかに注意し、また、その工場の技術が品質に影響することも考慮しなければならない。

## 施工

### 型枠

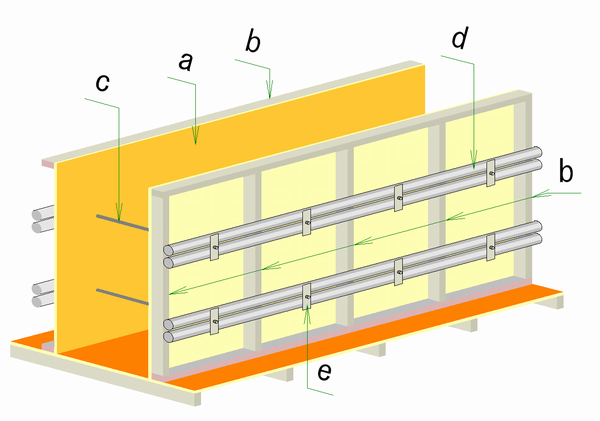
木製型枠の概念図
a - せき板 : コンクリートをせき止める
b - 桟木（さんぎ）:せき板を補強する。
c - セパレータ : 型枠の間隔を保持する
d - 鋼管（ばた材）
e - フォームタイ:セパレータを鋼管に緊結する

型枠(form)とは実際にコンクリートを流し込む箱の役割をするものであり、せき板、ばた材、緊結材によって構成される。
せき板(sheathing)は直接コンクリートに触れる板であり、現在は合板あるいは鋼板が一般的に使用される。
合板および鋼板は、どちらも一長一短があるため、目的に応じてその種類、幅・長さを選んで使用される。
ばた材と緊結材は型枠の変形を防ぐために使用されるもので、それぞれ右図のような役割を果たす。

### 支保工
コンクリート工において支保工(support)は、型枠を支えその形状を保つために設置される支柱のことである。
大抵は鋼製のものが使われるが、木材が用いられることもある。

### 運搬
練り混ぜたばかりのフレッシュコンクリートは、時間が経つにつれその性質が変化するため、速やかに打ち込みを行う場所まで運ばなければならない。
現場内を運搬する場内運搬においては、コンクリートポンプやベルトコンベアなどが使われ、レディーミクストコンクリート工場から現場などの場外運搬においては、アジテータ車やダンプトラックなどが使われる。
コンクリート標準示方書では、この時間経過による性質変化を防ぐため、練混ぜ後から打ち込み終了まで90あるいは120分以内という制限を規定している（外気温によって変化する）。
また場外運搬の場合は、練混ぜから現場での荷卸しまでの限度時間がJISにより定められており、アジテーター車で90分、ダンプトラックで60分とされている。

### 打設
打設あるいは打込みとは、実際に型枠内にコンクリートを流し込む作業である。
まず、打設を行う前には
- 打設計画の確認
- 型枠・支保工の検査
- 鉄筋を用いる場合は、配筋のチェック
- ゴミなどの不純物の清掃

などの準備をしっかりと行う。その後、実際に流し込む際には
- 鉄筋に直接コンクリートを当てないようにする
- 落下高さを1.5[m]以内にする
- 1層40-50[cm]の層を連続して打ち込み続ける
- 側圧に注意しつつ、時間経過による品質劣化を防ぐため手早く打込みを終える

などに注意しつつ打設を行う。
特に、側圧については外気温によって概ね1.0-1.5[m/h]の打設速度になるように注意する。
また、側圧の推定にはいくつかの算定式が提案されており、例えば以下のような式が用いられる。
{\displaystyle P=7.8\times 10^{-3}+{\frac {0.78R}{T+20}}}
（{\displaystyle P}:側圧 [N/mm3]、{\displaystyle R}:打設速度 [m/h]、{\displaystyle T}:コンクリートの温度 [℃]）
積算
コンクリート打設の対象は、 無筋構造物と鉄筋構造物、 小型構造物のごとに大別される。一般的に、無筋構造物には「18-8-40」 と呼ぶ規格のコンクリートを使い、鉄筋構造物には「21-8-25」、「24-8-25」、場合によって「27-8-25」「30-8-25」という規格を使う。 左の数値がコンクリート強度、 真ん中がスランプ値、右が最大骨材粒径を示す。
コンクリートの材料規格「24-8-40」ならば、コンクリートの強度が24N、スランプ値が8cmで、24Nとは圧縮強度であり、橋台や橋脚など、大きな荷重を受ける重要構造物に使う規格。スランプは、生コンと呼ぶレディミクストコンクリートの流動性を示す値で、数値が大きくなるほど流動性が高い。通常は8cmのものがよく使われる。
最大骨材粒径について、国交省の仕様書に書かれているのは40mm以下の骨材を使用する構造物は、一般的に「無筋」の構造物である。 高い圧縮強度を必要とする鉄筋構造物には、最大骨材粒径25mm以下の骨材を使わなければならない。
また、コンクリートの単価は、 粗骨材25mmに比べて40mmの方が同等もしくは安くなるので、留意する必要がある。
地域によっては、最大骨材粒径25mm以下の骨材を使うコンクリートしか流通していないこともある。

### 締固め
コンクリート工において締固め(compaction)は、打設されたコンクリートの間隙を少なくするとともに鉄筋等との付着を改善し、型枠のすみずみまでコンクリートを行き渡らせるために行われる。
建築用の軟練りコンクリートを締固める場合や、型枠とコンクリートの接触面の「あばた」を除去する場合には、木槌などで叩いて締固めることもあるが、一般的には振動機を用いる振動締固め(vibrating compaction)が行われる。
締固めは、コンクリートの品質を最終的に決定付ける作業であるので、どのような締固め方法がよいのかなどをあらかじめきちんと検討した上で行われ、特に振動締固めについてはそのコンクリートの形状や打設場所によって、内部振動機・表面振動機・型枠振動機のいずれを使用するかを考えなければならない。

### 打継
本来、コンクリートは途切れることなく連続して打ち込むことが好ましいが、工程などの関係上何度かに分けて打ち込むことが多く、これを打継という。
この時に生じる継目を打継目(joint)といい地震時など構造上の弱点になりやすいため、施工時には十分注意すると共に、構造物の強度等に大きな影響を与えるため現場の判断で設計をみだりに変更してはいけない。
打継目が水平なもの（鉛直方向に打設していくもの）は水平打継目と呼ばれ、レイタンスの除去を行った後、表面を吸水させてモルタルを敷き、新しいコンクリートを打ち込む。
また、打継目が鉛直なもの（水平隣に打設するもの）は鉛直打継目と呼ばれ、打継目にモルタルなどを塗ったり、打継目を鉄筋等で貫通させることで打継目の密着性を高める。

### 仕上げ
コンクリートを打設した後は、その表面をモルタル等で均質にならす必要がある。
この作業を怠ると、見た目が悪くなるだけでなく、耐久性や水密性が十分に発揮されず品質低下を招くことになる。

## 養生

養生による圧縮強度の変化のグラフ。横軸が材齢で縦軸が圧縮強度。

コンクリートは打設後にも、さまざまなケアをしなければならない。これを養生(curing)といい、
適切な養生を行うことでコンクリートは必要とされている本来の強度を得ることができる。
具体的には
- 硬化が始まるまでに、直射日光等からコンクリート表面を保護する
- 硬化中は、適度な温度と十分な湿度を与える
- 十分硬化が進むまでは、外部からの衝撃など荷重を与えない

といった対策が必要である。
温度については、右のグラフを見ると分かるとおり、あまり温度が低いとコンクリートの強度は十分に発揮されない。一般に4[℃]以下では強度が著しく低下するため、特に打設直後の凍結には十分注意する必要がある。また、基本的に養生温度が高いほど強度発現が早く材齢28日強度も高いが、あまりにも高すぎると（グラフでは赤色の93.3[℃]の線）早期強度は出るが長期強度は低くなることから、一般に85[℃]以上の温度は有害であると言われている。
また、湿度については、コンクリートを湿潤状態に保つことで乾燥に伴うひび割れや引張応力の発生を防ぐことにつながる。
このように、コンクリートは打設後のケアに手間がかかることから「コンクリートは生もの（いきもの、なまもの）だ」とも言われる。

## 特別なコンクリート

### マスコンクリート
質量・体積等が大きなコンクリートをマスコンクリート(mass concrete)といい、例えば大きな壁や箱型ラーメン、ダム、フーチング、橋脚のアンカーなどが該当する。ある構造物がマスコンクリート構造物であるかどうかは各種条件等により変化するが、概ね板状のもので80-100[cm]、壁などでは50[cm]以上が目安となる。
マスコンクリートでは、セメントの水和反応熱によりコンクリートの温度上昇が大きく、それにより大きな体積変化を起こすことで大きな引張応力が発生する。厚いコンクリートであれば、コンクリート内部と外縁部との温度差によって引張応力が発生し（内部拘束応力）、打設後1-3日という比較的早期に表面上にひび割れが発生する。また、古いコンクリートなど境界での拘束が固い物質の上に新しくコンクリートを打設する場合、その物質との境界で体積変化が拘束されるため引張応力が発生し（外部拘束応力）、境界に垂直で大きなひび割れが数メートル間隔で規則正しく発生する。
これらを抑制するため、マスコンクリートでは以下のような種類の対策が必要である。
- 温度上昇を抑制する
- 拘束条件を緩和する
- 特定の場所にひび割れを集める
- 小さなひび割れを許容するような設計とする

また、ダムコンクリートなどの大規模なマスコンクリートではRCD工法(Roller Compacted Dam method)など工法の工夫がなされている。

### 暑中コンクリート・寒中コンクリート
気温が高い、特に日平均気温が25[℃]を超える日ではコンクリートは暑中コンクリート(hot weather concrete)として扱われる。
暑中コンクリートでは気温が高いことによって、セメントの硬化が促進されるためワーカビリティーの低下などを招いて結果的にコールドジョイント・強度低下・ひび割れの発生等につながる。
そのため、暑中コンクリートにあっては、使用する材料を低温のものにしたり、単位水量・セメント量を抑える、混和材料を用いる、コンクリートと他の物質との接触面を濡らしておく、練混ぜから打設完了までの時間を短くするなどの対策がなされる。
一方、気温が低い、特に日平均気温が4[℃]を下回る日では寒中コンクリート(cold weather concrete)となる。
この場合、低気温によってセメントの水和反応が阻害されるため強度発現が遅くなり、長期間の養生が必要になる、材齢初期においてコンクリートが凍結するなどの問題が発生する。
対策としては、使用する材料をあらかじめ温めておく、早強・超早強セメントの使用、AE剤等の使用で耐凍害性を高める、打設時などに凍結した水や地盤に接触しないようにする、養生時に熱を加えるなどが挙げられる。

### 水中コンクリート
水中で施工を行うコンクリートが水中コンクリート(underwater concrete)である。
水中施工はできるだけ避けるべきであるが、やむを得ず水中での施工を余儀なくされる場合があるため、
その場合は次のような対策をとる。
- トレミー工法、コンクリートポンプ工法、プレパックドコンクリート工法などを用いる[30]。
- 水中不分離性混和剤、高性能減水剤を用いた水中不分離コンクリートを用いる[31]。

### 水密コンクリート
コンクリートに高い水密性が求められる水密コンクリート(water tight concrete)は、液体貯蔵庫、地下・水中構造物、上下水道施設、トンネルなどで用いられる。
水密コンクリートは、その表面にひび割れはなく、コンクリート中の空隙率が少なく、打継目に欠陥がないなどの性能が要求される。
そのため、水密コンクリートにあっては、AE剤・減水剤等を用いることでワーカビリティーを改善させ、打設・締固め時にコンクリート内部の間隙を少しでも減らすようにし、材齢初期に長めの湿潤養生を行う。

### 流動化コンクリート
流動化コンクリート(superplasticized concrete)は、あらかじめ練り混ぜられたコンクリート（ベースコンクリート、base concrete）に高性能減水剤などと添加して単位水量を上げることなく流動性を高めたコンクリートである。このように流動性を高めるために使われる高性能減水剤は流動化剤(superplasticizer)と呼ばれる。
流動化コンクリートを使う目的の1つは、ワーカビリティーを高めることでポンパビリティー（コンクリートポンプでの送りやすさ）を改善することである。特に土木工事においてはこれが流動化コンクリートを用いる主な目的となっている。
例えば、土木学会では、スランプが12[cm]以上必要な場合には、流動化コンクリートを用いることを推奨している。
さらに、多量の粉体・増粘剤を高性能減水剤・材料分離低減剤として用いる高流動コンクリートになると、打設時に流し込むだけで型枠内の隅々にまでフレッシュコンクリートが到達し締固めが不必要となる。そのため高流動コンクリートは、自己充填コンクリートとも呼ばれる。
別の目的としては、同じワーカビリティーで使用する単位水量を減らすことで強度等の改善をはかるものがあり、主に建築工事においてこのような傾向がみられる。